# Jean Gale

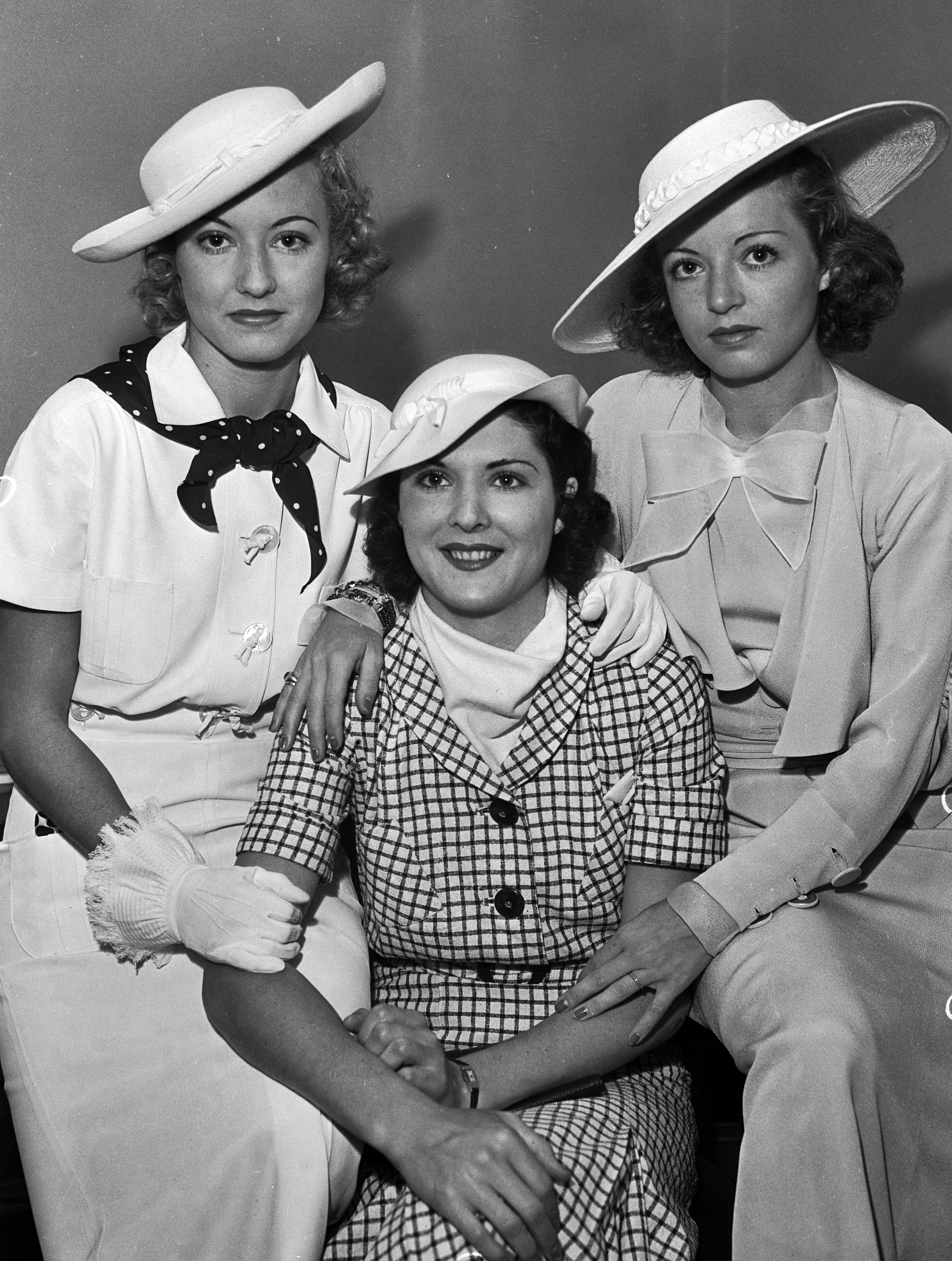
Jean Gale (rechts) mit ihren Schwestern Joan und June

Jean Gale (* 13. September 1912 in San Francisco, Kalifornien als Lenore Gilmartin; † 26. September 1974 in Los Angeles, Kalifornien) war eine US-amerikanische Schauspielerin.

## Leben
Jean Gale und ihre Zwillingsschwester Joan Gale (Geburtsname Lorraine Gilmartin, † 11. Juni 1998) wurden am 13. September 1912 in San Francisco, im US-Bundesstaat Kalifornien geboren. Gemeinsam mit den Zwillingsschwestern Jane (Geburtsname Helen Gilmartin, * 6. Juli 1911) und June (Geburtsname Doris Gilmartin, 1911–1996) wuchsen beide auf.
Die Schwestern begannen schon in jungen Jahren als angebliche Vierlinge unter dem Namen Gale Quadruplets im Varieté aufzutreten. Auf dem Broadway waren Gale und ihre Schwestern als Gale Quadruplets in Flying High (1930) und George White’s Scandals (1931) zu sehen.  Dies lenkte die Aufmerksamkeit der Studios auf Jean Gale und führte zu einer kleinen Rolle in der Musical-Filmkomödie Bottoms Up (1934) mit Spencer Tracy in der Hauptrolle. Sie wurde als eines von dreizehn Mädchen zu den WAMPAS Baby Stars 1934 gewählt, mit denen sie 1934 im Film  Young and Beautiful auftrat. Das war das letzte Jahr, in dem die  Western Association of Motion Picture Advertisers (WAMPAS) eine solche Auswahl traf. Obwohl es so aussah, als könnte Jean Gale danach mit ihrer Schauspielkarriere durchstarten, geschah dies nie. Sie hatte nach der Auszeichnung als Babystar nur noch fünf Filmrollen in den Filmen Kiss and Make-Up (1934), Ein Stern geht auf (A Star Is Born, 1937), Girl from Avenue A (1940) und  Sis Hopkins (1941), wurde jedoch nicht im Abspann erwähnt. Sie zog später nach Los Angeles, wo sie bis zu ihrem Tod am 26. September 1974 lebte.

## Filmografie
- 1934: Alles Schwindel! (Bottoms Up)
- 1934: Young and Beautiful
- 1934: Kiss and Make-Up
- 1936: Gold Diggers of 1937
- 1937: Ein Stern geht auf (A Star Is Born)
- 1940: Girl from Avenue A
- 1941: Sis Hopkins